# 5'-metiltioadenosina
La 5'-metiltioadenosina (MTA) è un nucleoside. Costituisce un intermedio di molte vie biosintetiche tra cui il metabolismo delle poliammine e il ciclo della metionina.